# Evelina Pitti
Evelina Pitti, née le 25 mai 1949 à Cannes, est une pianiste française d'origine italienne.

## Biographie
Evelina Pitti fait des études musicales à Marseille au conservatoire national de région Pierre Barbizet avec Cécile Picavet et Pierre Barbizet. Elle reçoit le premier grand prix de la ville ainsi que le prix Albert Roussel. Elle suit par ailleurs des études à la Faculté d'Aix-en-Provence où elle obtient une licence ès lettres, section Lettres classiques.
Elle est par la suite premier prix de piano au Conservatoire national supérieur de musique de Paris dans la classe de Jeanne-Marie Darré, puis se perfectionne sous la direction de Gyorgy Sebok et Paul Badura-Skoda. Elle obtient un nouveau prix de musique de chambre avec Geneviève Joy, avant de poursuivre ses études par un troisième cycle de Musique de chambre dans la classe de Maurice Crut.
Ses études achevées, elle commence une carrière de soliste, notamment d'orchestres français, dont ceux de Montpellier Radio-France, Marseille, Cannes régional PACA, Orchestre français des jeunes, Philharmonique de Monte-Carlo, Orchestre symphonique du Rhin etc. Elle joue par ailleurs avec la Philharmonie de Varsovie, l'orchestre de Gdansk, le Symphonique d'État d'URSS ou l'Orchestre philharmonique de Rochester (USA - NY), sous la direction de chefs prestigieux tels que Jerzy Semkow, János Fürst, Philippe Bender, Pol Mule, Emmanuel Krivine, Piero Belluggi, Jacques-Francis Manzone, Roberto Benzi, Pawel Pszetowski, Vassili Sinaïski…
En musique de chambre, ses principaux partenaires sont Frédéric Lodéon, Philip Bride, Michel Lethiec, Bruno Pasquier, Pierre Hommage, Benjamin Schmidt, Emmanuel Krivine, Pierre Amoyal, Jacques-Francis Manzone, Jean-Pierre Rampal, Gabriel Tacchino, Olivier Charlier, Bruno Rigutto, etc. et dans le lyrique Benno Schollum, Cyril Rovery, Élizabeth Vidal et Leo Nucci.
Ses concerts l'amènent dans de nombreux pays : France, États-Unis, Grande-Bretagne, Allemagne, Italie, Suisse, Autriche, Norvège, Pologne, etc. Elle apparaît dans un grand nombre d'émissions de radio et de télévision : sur France-Musique, France Inter, FR 3, Antenne 2, au Grand Échiquier, à La Nouvelle Affiche, à Prélude à la nuit et sur Mezzo avec Jacques Chancel et Frédéric Lodéon. Elle participe à divers festivals musicaux : Piano en Valois, Nuits musicales du Suquet, Eté Musical d'Antibes, Festival de Gstaad, Salzsburg, Linz, etc.
Evelina Pitti a par ailleurs une activité d'enseignement. Elle organise ainsi des classes de maître à Taïwan Taïpeh, et participe aux Croisières Musicales Paquet Jeunes Solistes. Elle est de plus Professeur au Conservatoire national de région Pierre Barbizet qu'elle a fréquentée comme élève.
Evelina Pitti est la créatrice du « Festival international du jeune soliste » d'Antibes Juan-les-Pins, qu'elle a dirigé de 1972 à 1998, sous la présidence de Jean Rometino et de Jacques Bernardi. 
Nommée Chevalier de l'Ordre du Mérite culturel de la Principauté de Monaco par le Prince Rainier III, Evelina Pitti a animé les Soirées musicales de la Fondation Regards de Provence au Château Borély depuis 1999.
Evelina Pitti a un petit rôle dans le film Chien de la casse (2023) de Jean-Baptiste Durand, où elle joue des extraits de la Sonate pour piano no 17 de Ludwig van Beethoven (« La Tempête ») et d'un nocturne de Gabriel Fauré.